# Carcinopodia parallela
Carcinopodia parallela is een vlinder uit de familie van de spinneruilen (Erebidae). De wetenschappelijke naam van deze soort werd voor het eerst voorgesteld als Anaphosia parallela door George Thomas Bethune-Baker in een publicatie uit 1911.
Deze soort komt voor in Congo-Kinshasa en Angola.